# Pavla Hamáčková-Rybová
Pavla Hamáčková-Rybováⓘ (ur. 20 maja 1978) – czeska lekkoatletka specjalizująca się w skoku o tyczce, brązowa medalistka Mistrzostw Świata w Helsinkach w 2005, była halowa mistrzyni świata i Europy.
Hamáčková wywalczyła złoty medal podczas Halowych Mistrzostw Świata w 2001 w Lizbonie.
Do jej sukcesów trzeba zaliczyć także brąz Mistrzostw Świata (Helsinki 2005) tuż za Moniką Pyrek (srebro) i bijącą kolejny rekord świata Jeleną Isinbajewą (5,01 m) oraz złoto Halowych Mistrzostw Europy w 2000 w Gandawie w Belgii.
Odpadła w kwalifikacjach na Igrzyskach Olimpijskich w Sydney (2000), a podczas Letnich Igrzysk Olimpijskich w Atenach (2004) zajęła 11. miejsce. W Halowych Mistrzostwach Europy w 2007 w Birmingham była czwarta. Hamáčková-Rybová ma w dorobku dwa zwycięstwa w I lidze Pucharu Europy (2005–2006) oraz 3. lokatę na Superlidze Pucharu Europy (Paryż 1999).

## Rekordy życiowe
- Skok o tyczce (stadion) – 4,60 m (2003)
- Skok o tyczce (hala) – 4,64 m (2007)